# Wim Bergmans
Wim Bergmans (* 11. Februar 1940 in Amsterdam; † 16. Februar 2018 ebenda) war ein niederländischer Zoologe. 

## Leben
Bergmans begann seine Karriere als freischaffender Künstler. Anfang der 1960er Jahre wurde er Mitarbeiter an der Mollusken-Abteilung des Zoölogisch Museum Amsterdam. Von 1971 bis 1980 war er Assistenzkurator an der Säugetierabteilung des Zoölogisch Museum Amsterdam. Von 1981 bis 1983 war er Gastkurator in der herpetologischen Abteilung. Im Jahr 2001 war er Gastkurator an der Säugetierabteilung. Im Jahr 2008 ging er in den Ruhestand.
1984 wurde Bergmans Mitglied beim nationalen IUCN-Komitee der Niederlande. 1997 wurde er wissenschaftlicher Leiter des Komitees. Ferner war er Mitglied der Forschungsgruppe der IUCN Species Survival Commission für Fledertiere. 
In den 1960er und 1970er Jahren veröffentlichte Bergmans zahlreiche wissenschaftliche Arbeiten über die Taxonomie und Biogeographie der Muschelfamilie Nuculidae. Er stellte 1978 die Gattung Rumptunucula auf, die heute als Untergattung von Nucula gilt und er beschrieb acht neue Arten aus den Gattungen Nucula, Austronucula, Cratis, Pronucula und Linucula. Ab den frühen 1970er Jahren widmete er sich verstärkt den afrikanischen Flughunden, über die er im Jahr 1988 seine Doktorarbeit mit dem Titel Taxonomy and Biogeography of African Fruit Bats (Mammalia, Megachiroptera) verfasste. Bergmans gehörte zu den Erstbeschreibern von rund einen Dutzend Fledertierarten und -unterarten, darunter Rhinolophus tatar (mit Frank Rozendaal), Myonycteris relicta, Paranyctimene tenax, Dobsonia beauforti und Rousettus spinalatus (mit John Edwards Hill). 
1986 veröffentlichte Bergmans gemeinsam mit Annie Zuiderwijk das Buch Atlas van de Nederlandse amfibieën en reptielen en hun bedreiging; vijfde herpetogeografisch verslag über die Reptilien und Amphibien der Niederlande. Im Jahr 2013 schrieb er den Arteintrag zu Ansells Epaulettenflughund (Epomophorus anselli) im Werk Mammals of Africa von Jonathan Kingdon.

## Dedikationsnamen
Im Jahr 2015 wurde die Flughundart Scotonycteris bergmansi und im Jahr 1988 die Nussmuschelart Nucula bergmansi nach Bergmans benannt.